# Coleura kibomalandy
Coleura kibomalandy (Goodman, Puechmaille, Friedli-Weyeneth, Gerlach, Ruedi, Schoeman, Stanley & Teeling, 2012) è un pipistrello della famiglia degli Emballonuridi endemico del Madagascar.

## Descrizione

### Dimensioni
Pipistrello di piccole dimensioni, con la lunghezza totale tra 75 e 81 mm, la lunghezza dell'avambraccio tra 48 e 52 mm, la lunghezza della coda tra 11 e 18 mm, la lunghezza del piede tra 6 e 9 mm, la lunghezza delle orecchie tra 14 e 18 mm e un peso fino a 12,5 g.

### Aspetto
La pelliccia è lunga ed arruffata. Le parti dorsali sono bruno-nerastre, mentre le parti inferiori variano dal crema-grigiastro al bianco puro, talvolta con la base dei peli grigia. Le orecchie sono piccole, rotonde e separate. Il trago è relativamente più largo rispetto alle altre specie simili. Le membrane alari sono marroni scure con delle chiazze semi-trasparenti. È privo della sacca alare tra l'avambraccio e il quinto metacarpo. La coda, come negli altri membri della famiglia, fuoriesce dall'uropatagio circa a metà della sua lunghezza, per poi divenire libera e visibile dorsalmente.

### Ecolocazione
Emette ultrasuoni a basso ciclo di lavoro, frequenza costante fino a 35 kHz, a banda stretta ed impulsi di breve durata. Tale configurazione è utilizzata da pipistrelli che predano in spazi aperti.

## Biologia

### Comportamento
Si rifugia all'interno delle grotte in gruppi fino a 500 individui.

### Alimentazione
Si nutre di insetti.

### Riproduzione
Femmine con evidenti segni di un parto recente sono state osservate nel mese di luglio e novembre.

## Distribuzione e habitat
Questa specie è conosciuta soltanto in due località del Madagascar settentrionale.

## Conservazione
Questa specie, essendo stata scoperta solo recentemente, non è stata sottoposta ancora a nessun criterio di conservazione.